# Бил Форсайт
Бил Форсайт (на английски: Bill Forsyth) е шотландски режисьор и сценарист.

## Биография
Уилям Дейвид Форсайт е роден на 29 юли 1946 г. в Глазгоу, Шотландия. След като напуска училището Найтсууд на 17-годишна възраст, той прекарва осем години в правене на късометражни документални филми, като създава „Tree Films“ с колегата си шотландец Чарлз Гормли.

### Кариера
Бил Форсайт за първи път привлича вниманието с нискобюджетния филм „Това потъващо чувство“, направен с младежки театрални актьори и включващ епизодична роля на собственика на галерията в Единбург Ричард Демарко. Комичният филм разказва за злополуките на група млади хора, които планират да забогатеят, като ограбят водопроводен склад. На много по-високо ниво е следващия му филм „Момичето на Грегъри“ (1981). В него участват някои от същите млади актьори, по-специално Джон Гордън Синклер, както и актьорския дебют на Клеър Гроган. Филмът е голям хит, Бил Форсайт получава награда БАФТА за най-добър сценарий за тази творба и номинация за най-добър режисьор. По-късно филмовите учени ще нарекат „Момичето на Грегъри“ „Шотландския ренесанс“ в киното. В момента филмът е включен под номер 30 в списъка на Британския филмов институт (BFI) за 100-те най-добри британски филма от 100 години.
През 1983 г. Форсайт написва и режисира успешния „Местен герой“, продуциран от Дейвид Пътнам и с участието на Бърт Ланкастър. Филмът е оценен сред 100-те най-добри филма от 1980 г. в обобщение на списание „Premiere“ на десетилетието. Следващият филм на Форсайт е „Комфорт и радост“ (1984), за диджей от радио Глазгоу, попаднал в съперничество между компании за сладолед, в който отново участва Клеър Гроган.
След като Дейвид Пътнам става председател на Кълъмбия Пикчърс, той финансира американския дебют на Форсайт „Домакинство“, адаптация на романа на Мерилин Робинсън от 1981 г. Това е първият път, когато Форсайт прави филм по друга творба. Когато филма е пуснат през ноември 1987 г., Пътнам вече е уволнен от Колумбия и филмът получава минимална промоция поради връзките си с отстранения председател на студиото. Въпреки липсата на финансов успех „Домакинство“ получава признание от критиците и репутацията му продължи да расте въпреки ограничената му наличност.
Следващият филм на Форсайт „Взлом“ (1989) е още едно отклонение, този път идващо от оригиналния сценарий написан от Джон Сейлс. Въпреки високата заплата за главната роля, Форсайт успява да избере Бърт Рейнолдс, който харесва сценария и вече е фен на филмите на Форсайт. Още веднъж, критичното признание за работата на Форсайт не е посрещнато с финансов успех.
Форсайт си партнира с Уорнър Брос за „Аз, човекът“ (1994), с участието на Робин Уилямс и Джон Туртуро. Филмът разказва за човек, развиващ се през целия си живот и включва сцени от праисторията, Древния Рим, испанските конкистадори от 16-ти век и съвременния Ню Йорк. Филмът не е пуснат изцяло поради лоши отзиви. След този филм Бил Форсайт е отложен да прави филми.
През 1999 г. Форсайт прави „Двете момичета на Грегъри“, като продължение на „Момичето на Грегъри“, като Джон Гордън Синклер играе същия герой.
Бил Форсайт е считан за основател на шотландското кино, първият изразител на национални характеристики в тази форма на изкуството, създател на инфраструктурата на филмовата индустрия в тази част на Обединеното кралство.

## Филмография
| Година | Филм        | Оригинално заглавие |
| ------ | ----------- | ------------------- |
| 1994   | Аз, човекът | Being Human         |